# Signalisation routière en France

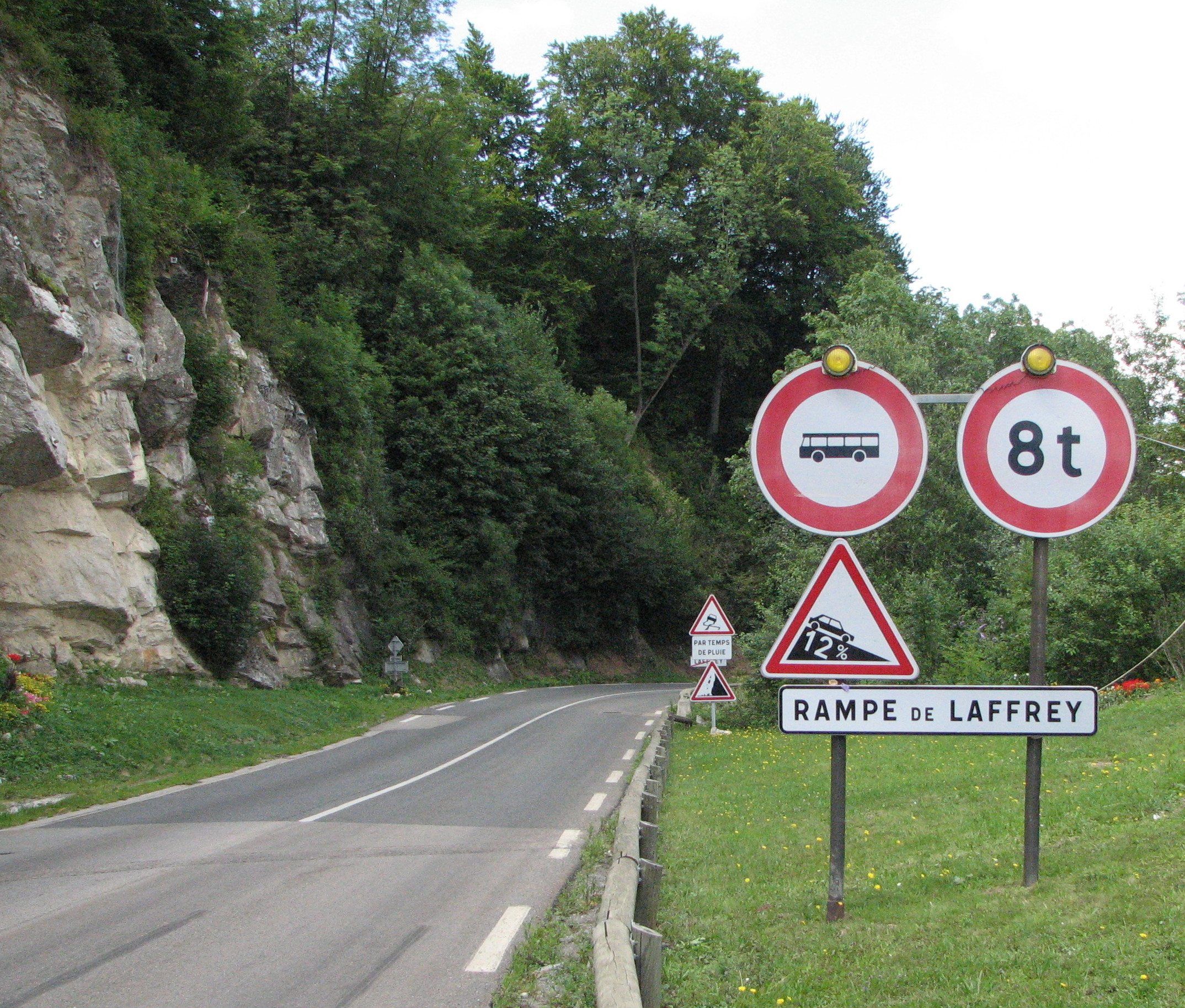
Signalisation de police (interdictions).

La signalisation routière en France désigne l’ensemble des signaux conventionnels implantés sur le domaine routier français et destinés à assurer la sécurité des usagers de la route, soit en les informant des dangers et des prescriptions relatifs à la circulation ainsi que des éléments utiles à la prise de décisions, soit en leur indiquant les repères et équipements utiles à leurs déplacements sur le territoire national.
La nature des signaux, leurs conditions d'implantation ainsi que les règles se rapportant à l'établissement de la signalisation routière et autoroutière sont fixées dans des instructions interministérielles prises par le ministre de l'équipement et du logement et par le ministre de l'intérieur.

## Histoire

### Les bornes romaines, premiers équipements
Les bornes romaines ou bornes milliaires (du latin milliarum), bien que cela n'ait probablement pas été leur première fonction, peuvent être considérées comme les premiers équipements destinés à renseigner les usagers des voies carrossées et, donc, comme les premiers équipements de signalisation routière.
Il existe un très grand nombre de bornes milliaires en France.

### XVIIIesiècle: Bornes royales
Sous Louis XV, à partir de 1745, des bornes en pierre de 1,30 m de haut sont mises en place sur les routes royales. Elles sont ornées d'une fleur de lys en bas-relief dans un cartouche ovale, au-dessus duquel figure un nombre se référant à une distance. C'est la distance en milliers de toises depuis le point zéro situé sur le parvis de Notre-Dame de Paris. Ces bornes sont implantées toutes les mille toises, soit à intervalle d'une demi-lieue (lieue de Paris) ou environ 1 949 m. C'est pourquoi, elles sont appelées à l'époque et encore aujourd'hui, bornes milliaires. La plupart des bornes sont des monolithes, réalisés avec la pierre locale, calcaire, grès ou granit. Généralement, elles sont de forme cylindrique ou bien tronconique, et reposent sur une base carrée pour l'ancrage au sol. Le chant supérieur de la base est parfois relevé d'une moulure simple ou en astragale. Les bornes sont toujours disposées sur le côté gauche de la route, lorsque l'on tourne le dos à Paris, afin de tenir compte de la position du postillon, qui chevauchait le cheval situé à gauche de l'attelage. Les fleurs de lys ont fréquemment été martelées à la Révolution, quelquefois remplacées par des symboles républicains comme le bonnet phrygien. Sur la route vers Esternay (Marne) par exemple, 22 bornes existent encore aujourd'hui.

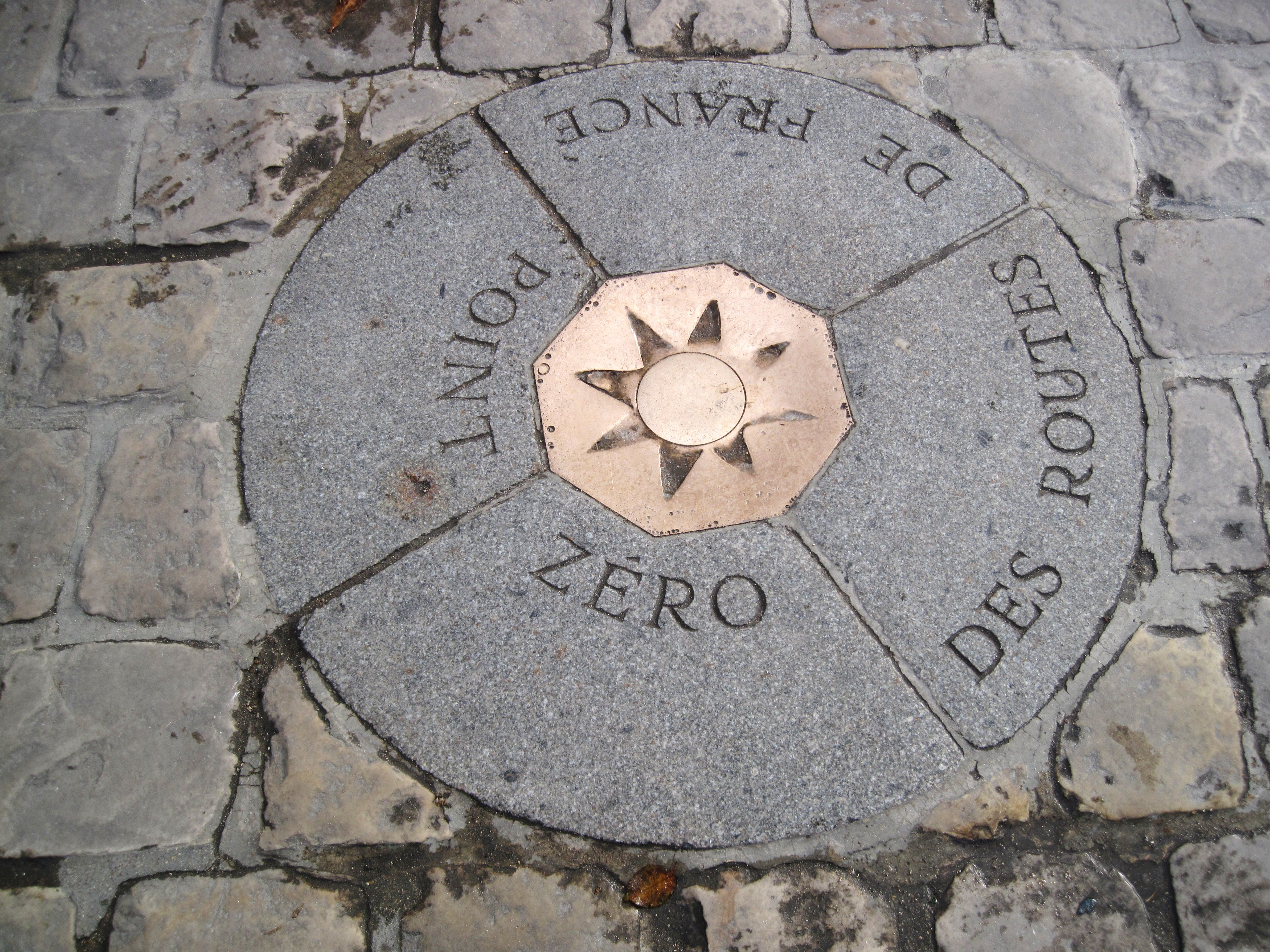
Rosace, actuel point zéro des routes de France sur le parvis de Notre-Dame de Paris depuis 1924
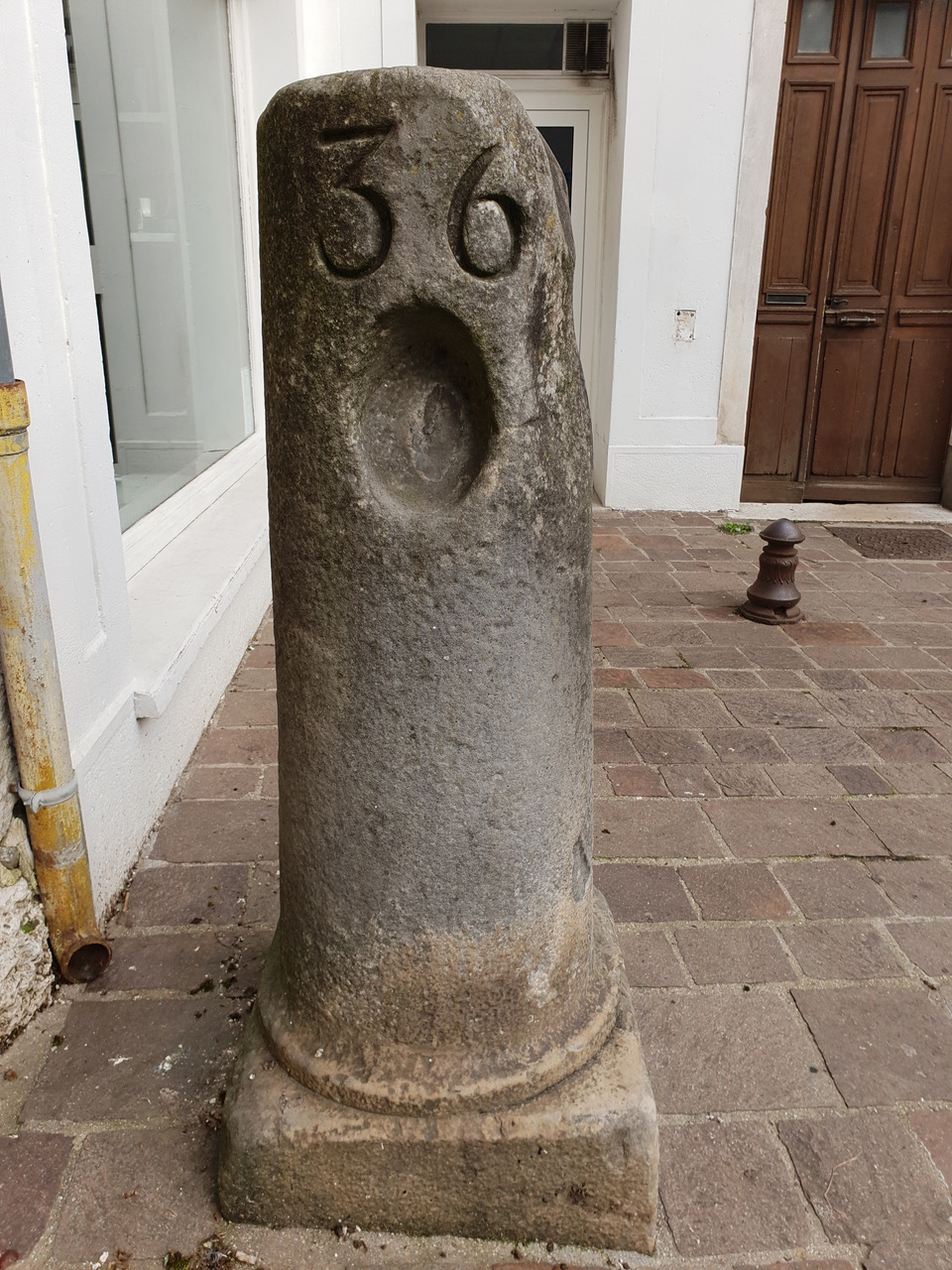
Borne royale 36 à Moret-sur-Loing. La fleur de lys a été martelée à la Révolution.
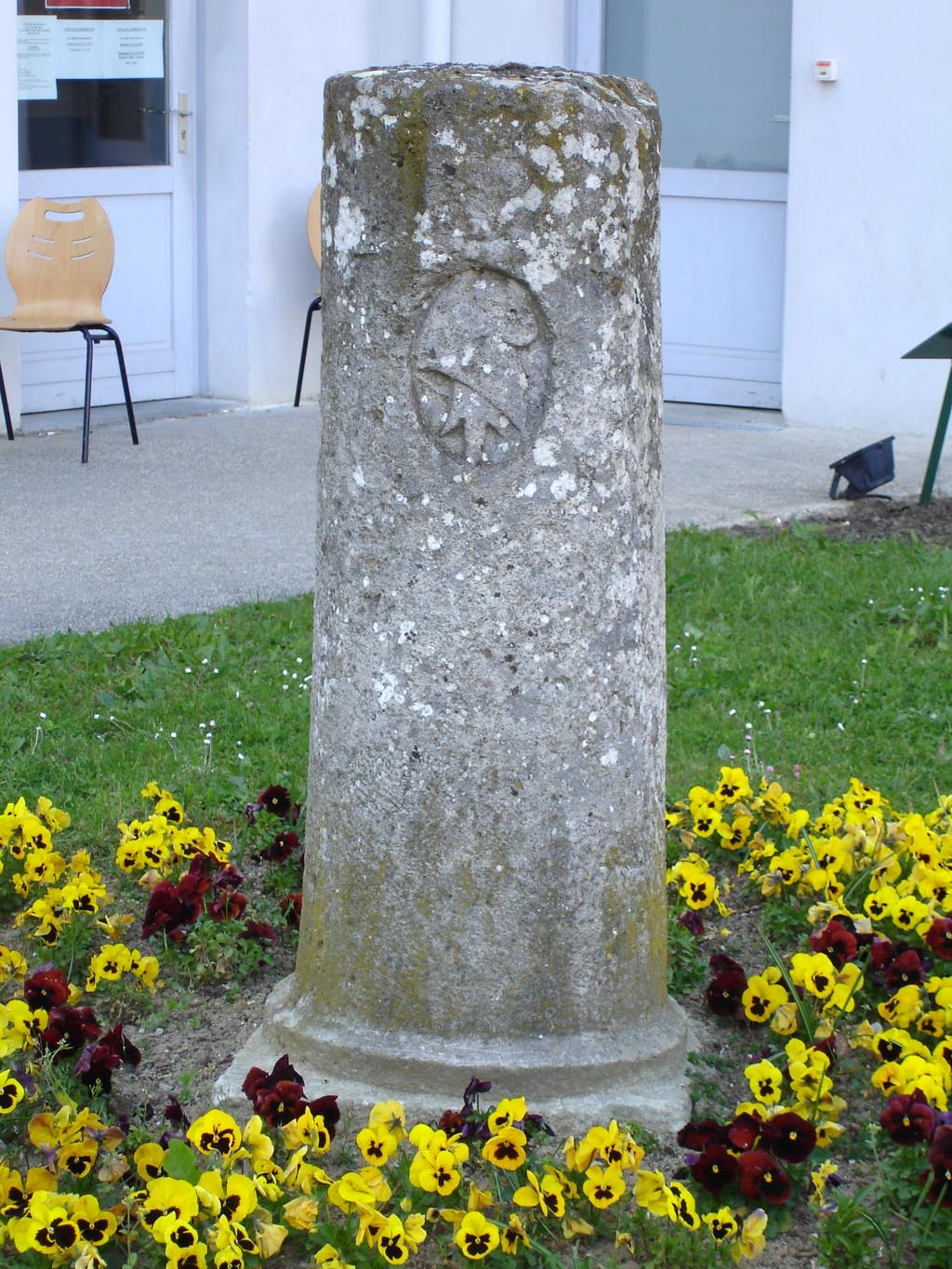
Borne de Mortières, à Tremblay-en-France : le bonnet phrygien remplace la fleur de lys.
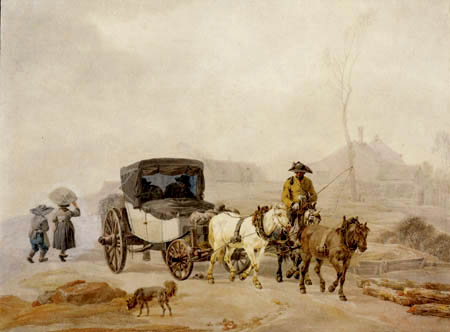
Postillon à gauche de l'attelage avec une calèche, 1798

### XIXesiècle: Normalisation des poteaux indicateurs et des bornes
Si des poteaux indicateurs étaient assurément implantés en France dès le XVIIIe siècle, le premier document donnant un descriptif de ces poteaux et incitant à leur généralisation est la circulaire du directeur général des Ponts et Chaussées et des Mines aux préfets du 15 avril 1835. Le dessin retenu par le Conseil général des Ponts et Chaussées indique des formes non obligatoires, mais qui pourront servir d’exemple, suivant le système que l’on croira devoir adopter. On apprend que ces poteaux, placés à 2,70 m du sol (en raison des conducteurs de voitures à cheval), étaient construits soit en fonte, soit en pierre, soit en bois, et que les inscriptions étaient écrites en blanc sur un fond « bleu de ciel foncé ». Il est demandé aux préfets d’implanter ces poteaux indicateurs aux intersections des routes royales, soit entre elles, soit avec les routes départementales, lorsque les points d'intersection sont en dehors des lieux habités. Des tableaux indicateurs doivent également être placés sur les murs des maisons, à l'entrée et à la sortie des villes, bourgs et villages. Ces nouveaux équipements doivent être établis et entretenus sur les fonds destinés à l'entretien des routes royales.
De même c’est une circulaire du 21 juin 1853 qui prescrit l’adoption d’un système de bornes kilométriques et hectométriques pour les routes nationales destinées à fournir aux voyageurs des renseignements « sur leurs marches et sur les distances qu’ils parcourent entre les villes traversées par les routes ». Ce principe perdure jusqu'en 1913. Pour s'adapter à l'évolution des modes de déplacement et en particulier à l'augmentation des automobiles, une modification majeure intervient avec la circulaire du 17 mars 1913 qui change l'orientation des bornes : la plus grande face devient perpendiculaire à l’axe de la route. Sur la petite face est inscrite la lettre N, le numéro de la route et le chiffre kilométrique de la borne.

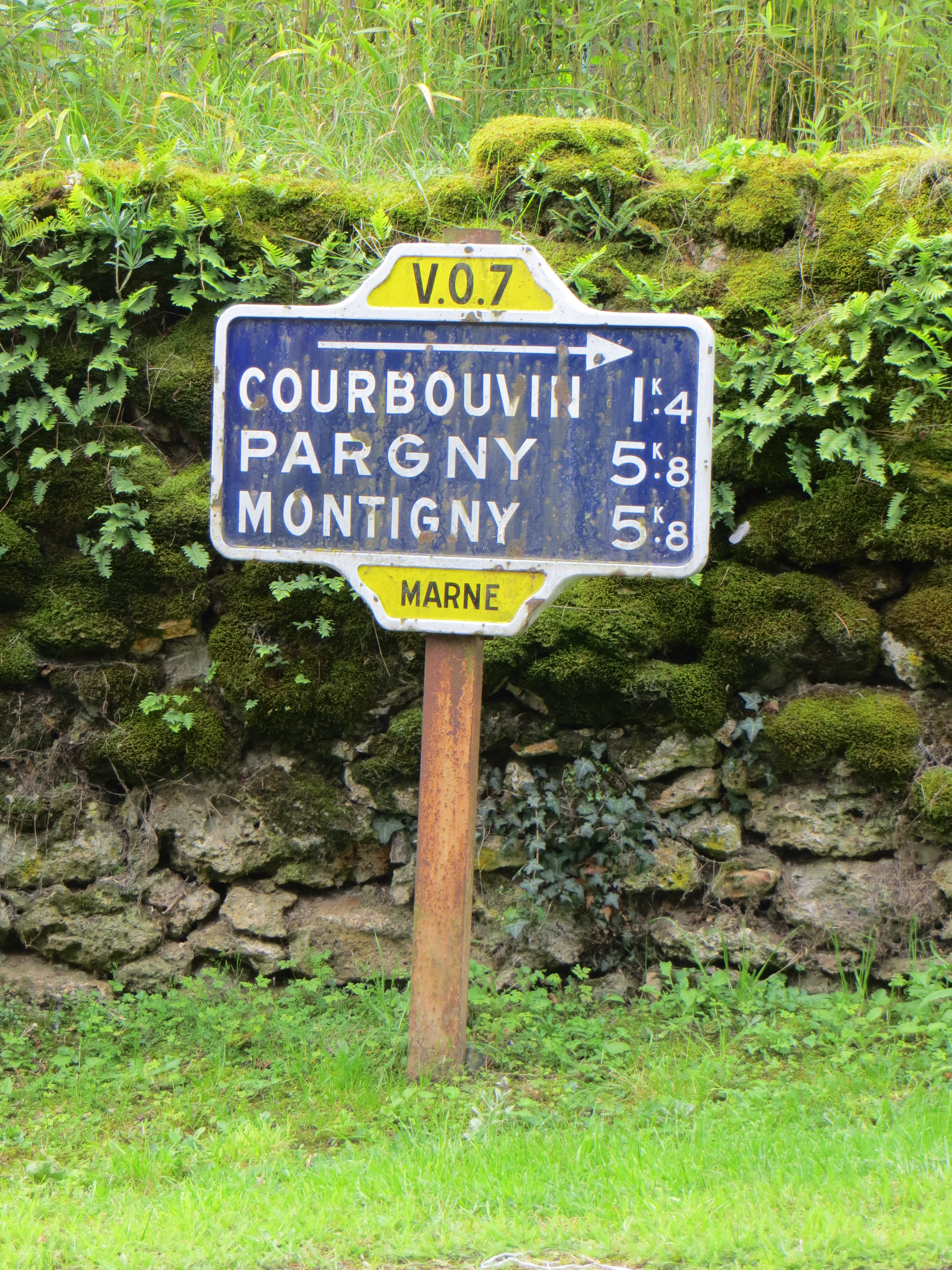
Panneau directionnel Dunlop.

De nombreuses initiatives voient le jour, grâce notamment à l'action de certaines associations, des touring-clubs, ainsi que des fabricants de pneumatiques Michelin et Dunlop. Les premiers signaux de routes à symboles modernes sont créés en France en 1902 par l’Association générale automobile, association fondée en 1895. En haut du panneau figure le créateur du signal, et en bas à gauche, celui du partenaire financier nommé par la phrase « Don de… ».

### XXesiècle

#### 1909: Consensus de 9 nations autour de 4 signaux
La première tentative d'unification internationale eut lieu à l’occasion de la conférence diplomatique internationale de Genève du 11 octobre 1909. Quatre signaux d’obstacles sous la forme de plaques rondes, pour les distinguer des plaques rectangulaires de direction, font l’objet d’un consensus : un cassis matérialisé par une double bosse, une succession de virages représentée par un Z, le dessin d'une barrière figurant un passage à niveau et un croisement figuré par la lettre X.

#### Premières plaques Michelin
Sur le modèle anglais, André Michelin crée, vers 1910, les premières plaques de signalisation à deux faces, sur lesquelles sont indiqués les noms des localités, la désignation et le numéro des routes, et des inscriptions de sécurité comme « Veuillez ralentir », placées à l’entrée de l’agglomération et « Merci » à la sortie. Les dimensions sont de 1 m par 0,60 m. Entre 1911 et 1914, 30 000 plaques de tôle émaillée sont ainsi offertes et posées gratuitement en France.

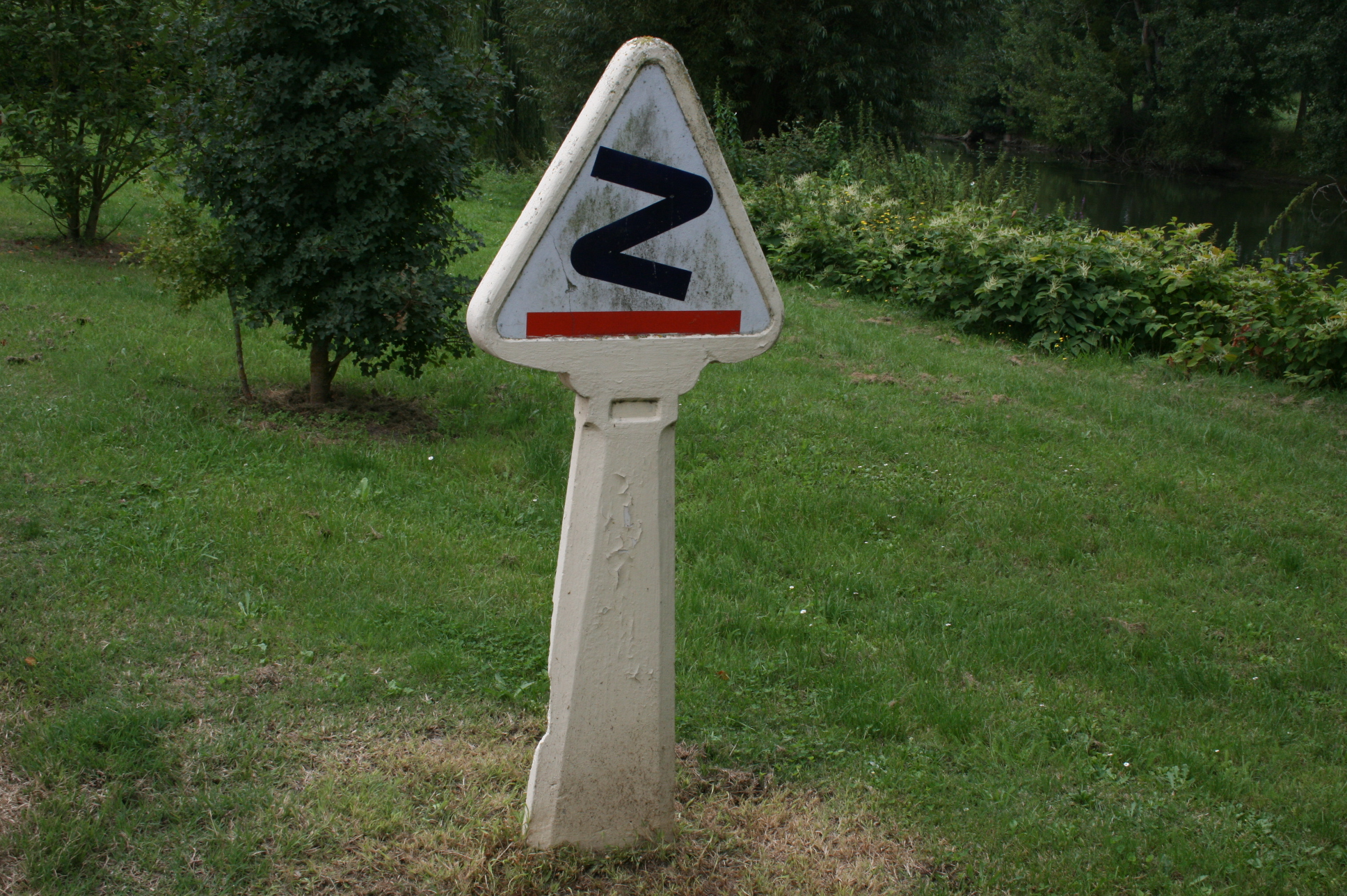
Borne Michelin d'annonce de virages dangereux.
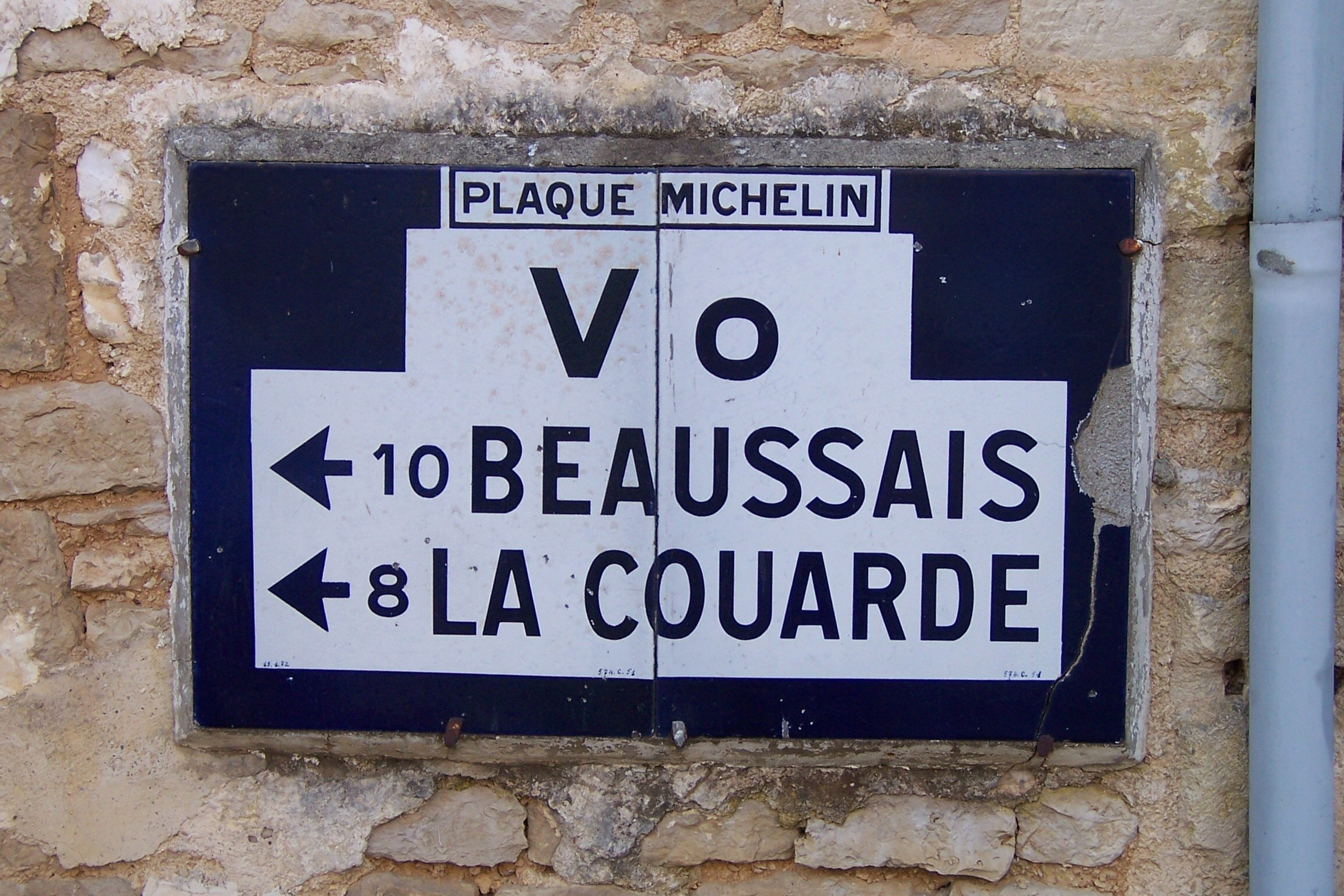
Plaque Michelin dans les Deux-Sèvres.
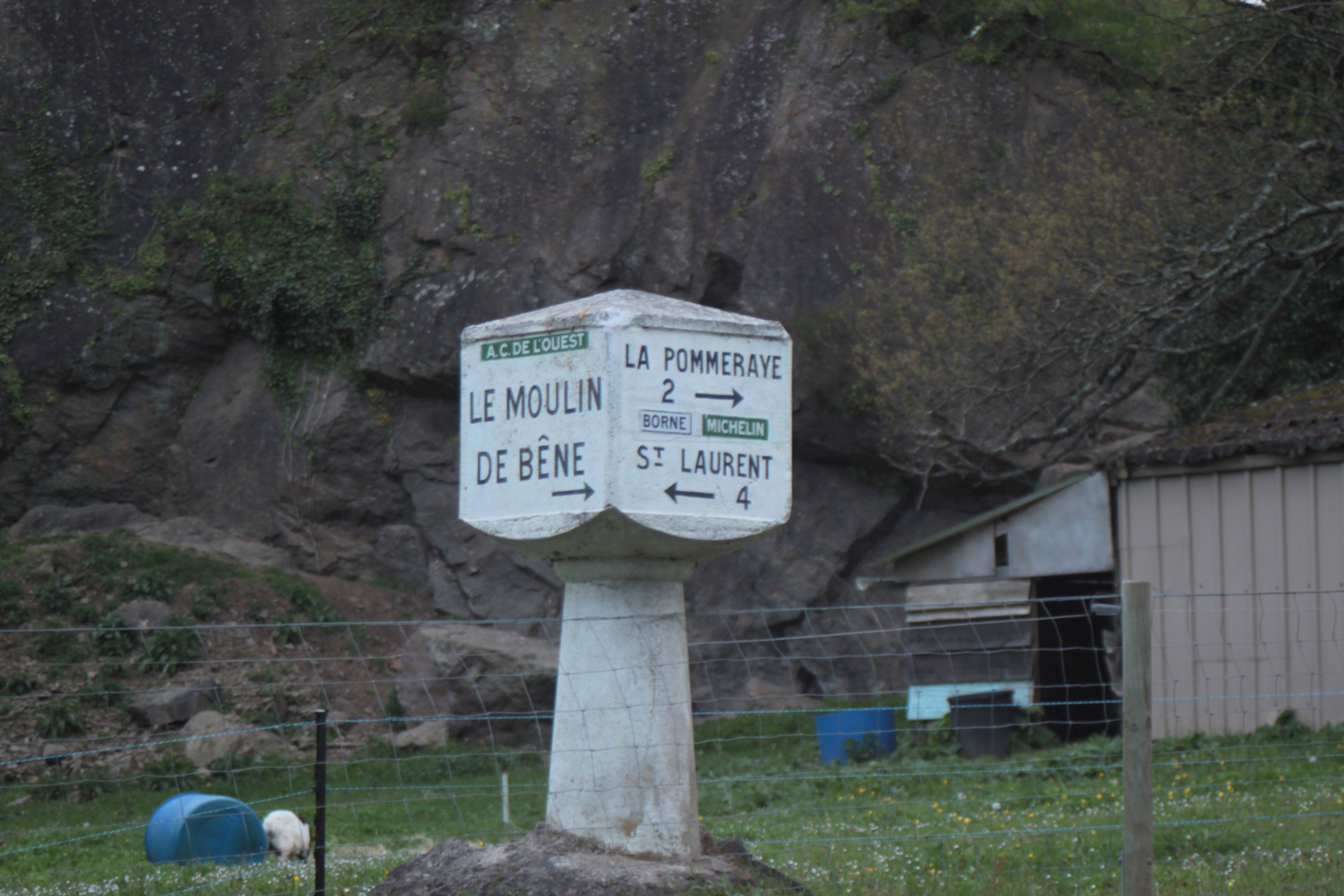
Borne d'angle Michelin, à la Pommeraye.

#### Années 1920: premières réglementations
La circulaire ministérielle du 9 août 1919 jette les bases d’une signalisation routière officielle. Elle en définit en particulier les finalités qui sont alors deux : signaler les points remarquables ou singuliers (localisations et obstacles) et indiquer la route à suivre (direction et distance). Elle prescrit, en particulier, qu’en ce qui concerne la signalisation d’obstacles, seuls les signaux de la convention de 1909 doivent être employés. Le principe de financement de ces panneaux par le Touring-Club de France, avec un recours possible à des donateurs, est défini dans une circulaire du 9 août 1919.
Le 31 décembre 1922 est voté un décret portant règlement général sur la police de la circulation et du roulage. Il abroge tous les textes antérieurs et constitue, de fait, le premier code de la route,. La plupart des règles de circulation étant définies, les équipements de signalisation, les panneaux en particulier, vont alors se développer.
Les bornes et plaques directionnelles Michelin, dont plusieurs nouveaux modèles sont développées dans les années 1920, particulièrement des bornes d’angle, sont toujours expérimentales. Ce n’est que par une circulaire du Ministère des Travaux publics et de l’Intérieur du 17 février 1931 que ces équipements sont officiellement autorisés.
Jusqu’alors, la circulation aux carrefours est réglée uniquement par les signaux manuels des gardiens de la paix. Les premiers «feux de carrefour» (de simples feux rouges) sont mis en service à Paris, en 1923, au carrefour Rivoli-Sébastopol. Ils ne comportent qu’une couleur, le rouge.

#### Années 1930: Un accord international à Genève en 1931
Un congrès européen de la circulation est organisé à Genève, au printemps 1931. Il débouche sur une convention signée le 10 avril 1931, par l'Allemagne, la Belgique, le Danemark, la Ville libre de Dantzig, la France, l'Italie, le Luxembourg, la Pologne, la Suisse, la Tchécoslovaquie et la Yougoslavie.
La France ratifie cette convention par une loi du 3 juillet 1934 et la rend ainsi exécutoire sur le territoire français. Outre la validation des types (formes, dimensions, couleurs) des signaux réglementaires (panneaux et marques routières) définis dans la convention de 1931, la loi introduit un aspect de sécurité routière important : il est désormais interdit de placer sur les immeubles ou terrains bordant la voie publique des panneaux-réclames qui, par leur forme, leur couleur ou leur dimension pourraient être confondus avec la signalisation routière, ainsi qu'à proximité des intersections, des virages et des passages à niveau sur une zone de 30 mètres, réservée de chaque côté de la route.
Dans les années 1930, on ajoute aussi un feu vert aux feux de circulation jusqu'alors constitués d’un seul feu rouge, pour indiquer, sans risque d’erreur, que le passage est libre. Cependant, une sonnerie avertit les conducteurs du changement de couleur : le feu rouge après le feu vert engendrant alors des arrêts brutaux et de nombreux accidents.

#### Années 1940: La première instruction de signalisation en 1946
Sous l’Occupation, un arrêté est signé le 15 juillet 1942, modifiant les règles de circulation : un listel devra être posé autour des panneaux de danger et la couleur des vignettes (antérieurement bleu foncé) sera noire, comme c’est alors le cas en Allemagne. Mais il est probable que ces modifications n’aient pas été appliquées.
À la sortie de la guerre paraît l’instruction générale du 1er août 1946 sur la signalisation. C’est le premier document réglementant de manière détaillée l’ensemble des domaines de la signalisation. Les couleurs sont normalisées. La forme de certains panneaux est modifiée, comme pour les panneaux de danger dont les angles sont désormais arrondis. Certains graphismes changent. De nouveaux panneaux apparaissent : limitation de hauteur, double limitation de vitesse bus et voiture, interdiction aux camions, barrière de dégel, etc.

#### Années 1950: L’instruction de 1952

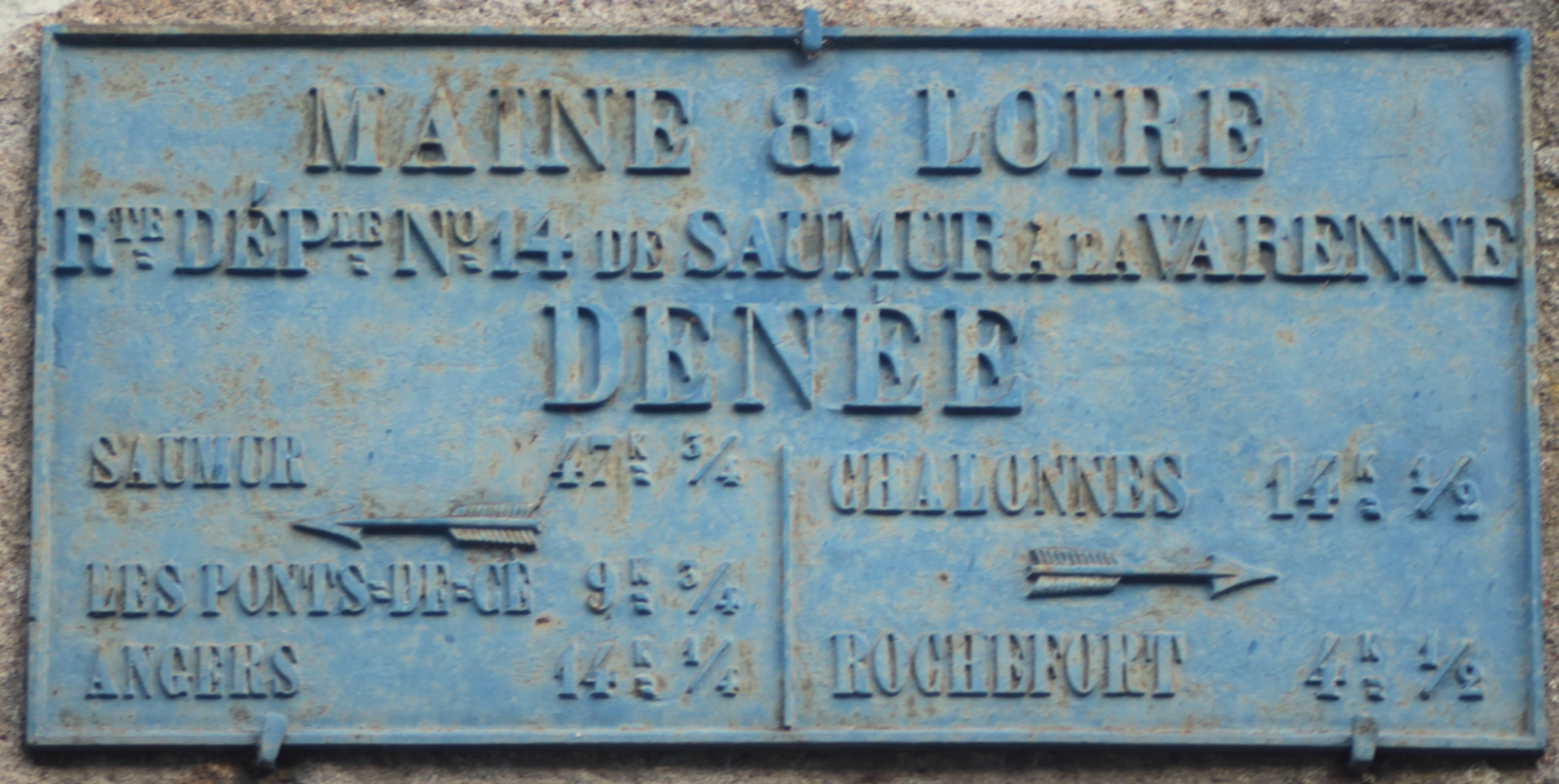
Plaque de direction routière en fonte, à Denée.

Un nouveau protocole sur la signalisation est signé par 24 pays, le 19 septembre 1949. Il est ratifié par la France en 1952.
La circulaire du 19 janvier 1952 adapte la signalisation française aux prescriptions du protocole de 1949. Des modifications importantes interviennent en ce qui concerne les panneaux : la bordure bleue sur les panneaux de danger est remplacée par une bordure rouge, les signaux d’obstacles deviennent des panneaux de danger, le panonceau apparaît sous le nom d’ « indication additionnelle », etc. De même, un panneau d’indication de forêt facilement inflammable, spécifique à la France est introduit. C’est le seul panneau d’indication qui subsiste avec ses dimensions et son graphisme d'origine.
En 1955, une nouvelle circulaire introduit de nouveaux éléments, particulièrement en signalisation directionnelle.

#### Années 1960: l’instruction de 1963 et l’arrêté fondateur de 1967

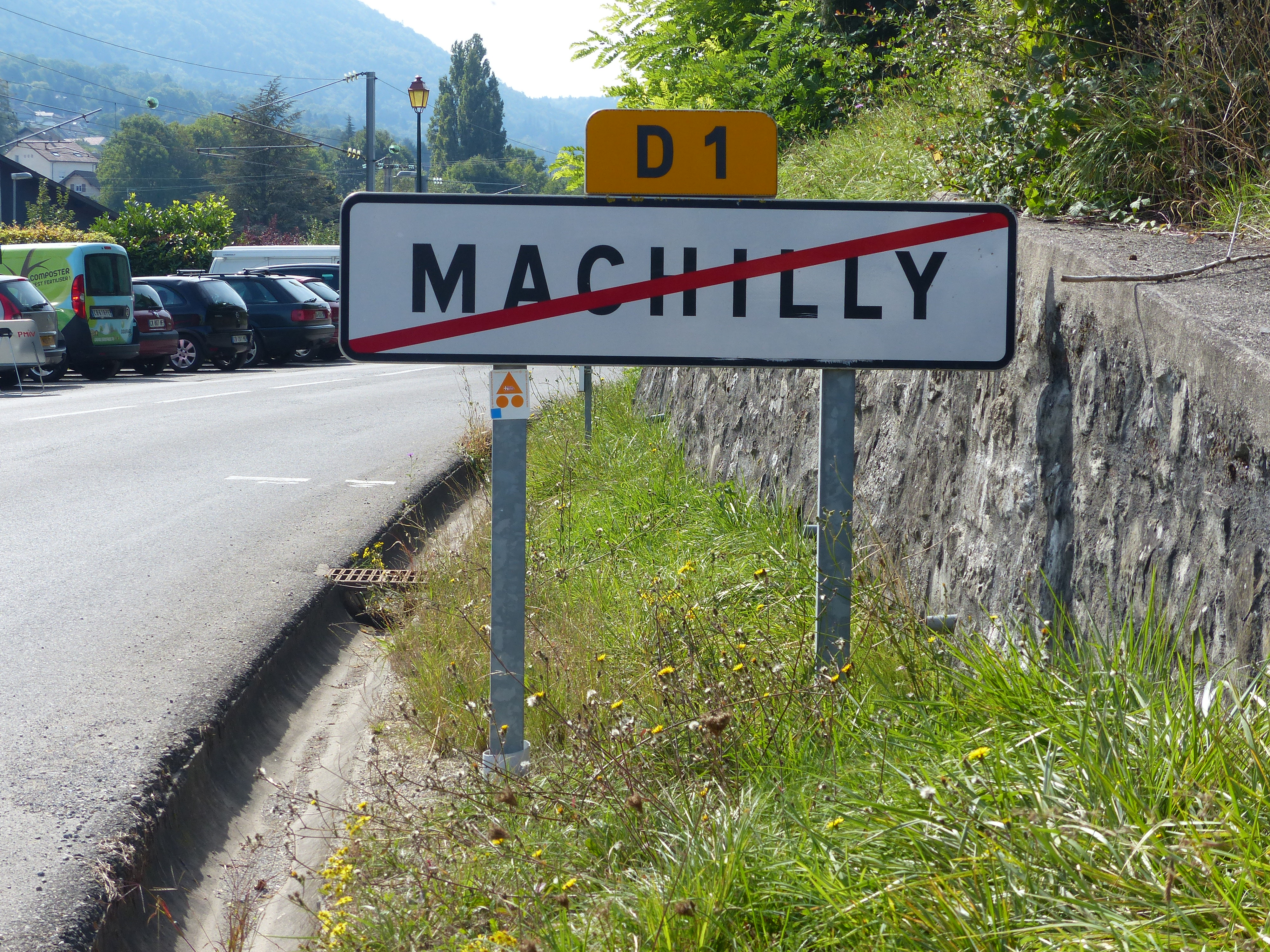
Panneau de sortie d'agglomération avec panonceau indiquant le numéro de la route dans un cartouche de réseau départemental.

L’instruction du 22 octobre 1963 est la base de toute la signalisation jusqu’à 1982, excepté ce qui concerne les autoroutes. Le panneau de fin d’agglomération EB20 est créé. Quelques autres panneaux sont également créés, comme la signalisation d’indication pour les piétons ou le jalonnement vers les aéroports.
L’arrêté du 24 novembre 1967, sur la signalisation des routes et autoroutes
 réglemente l’ensemble des panneaux qui ont été introduits jusque-là par des circulaires.

#### Années 1970: Signalisations autoroutière et touristique

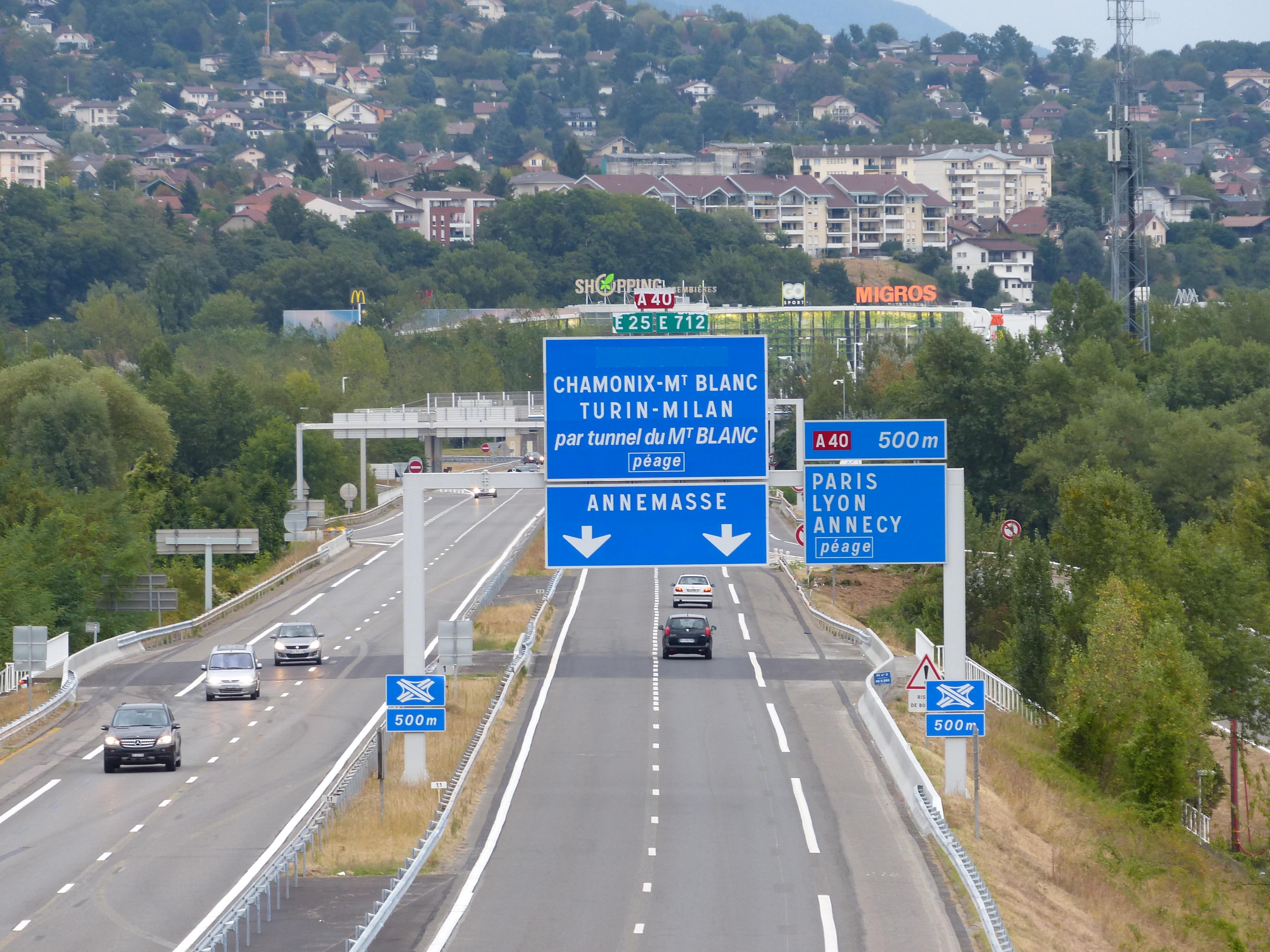
Panneaux signalant un échangeur autoroutier.

Les autoroutes ont été créées en 1955, mais il faut de nombreuses années pour stabiliser la doctrine en matière de signalisation des autoroutes. Ce n’est qu’avec l’arrêté du 8 mars 1971 pour que ceci soit fait. La couleur bleue est retenue pour les filantes autoroutières, comme en Allemagne ou en Espagne, mais à l’inverse de l’Italie, de la Belgique ou de la Suisse.
La signalisation sur autoroute peut également être utilisée pour signaler aux usagers une zone de chantier. Plus de 80 000 chantiers sont programmés tous les ans sur le réseau autoroutier français, il est donc important de connaître ces signaux afin de ne pas mettre en péril la vie des patrouilleurs autoroutiers.
1974 voit la parution d’une circulaire entièrement consacrée à la signalisation touristique, ce qui est nouveau.
En ce qui concerne le marquage routier, les lignes jaunes deviennent blanches par l'arrêté du 27 mars 1973. Cette modification permet d’augmenter la visibilité sur les routes.
En 1977 paraît un arrêté, modifiant l’arrêté de 1967, pour intégrer dans la réglementation les nouveaux principes et panneaux issus de la convention de Vienne de 1968 que la France ratifie le 9 décembre 1971. En ce qui concerne les panneaux de danger, le fond crème est abandonné pour le blanc et une bande rouge large, bordée d’un petit listel blanc, remplace l’ancien petit listel rouge. De même la couronne rouge des panneaux de prescription est désormais bordée d’un petit listel blanc.

#### Années 1980: Refonte de la signalisation directionnelle
L’instruction du 22 mars 1982 fonde les principes de la signalisation directionnelle puisqu’elle est toujours en vigueur de nos jours. La nouvelle réglementation vise à insérer le jalonnement dans la logique de conduite des usagers. L’ordre, ainsi que la nature des mentions, dépend de la perception qu’en a l’usager. De même les dimensions des lettrages dépendent de la vitesse de l’usager.

#### Années 1990: Les panneaux à messages variables

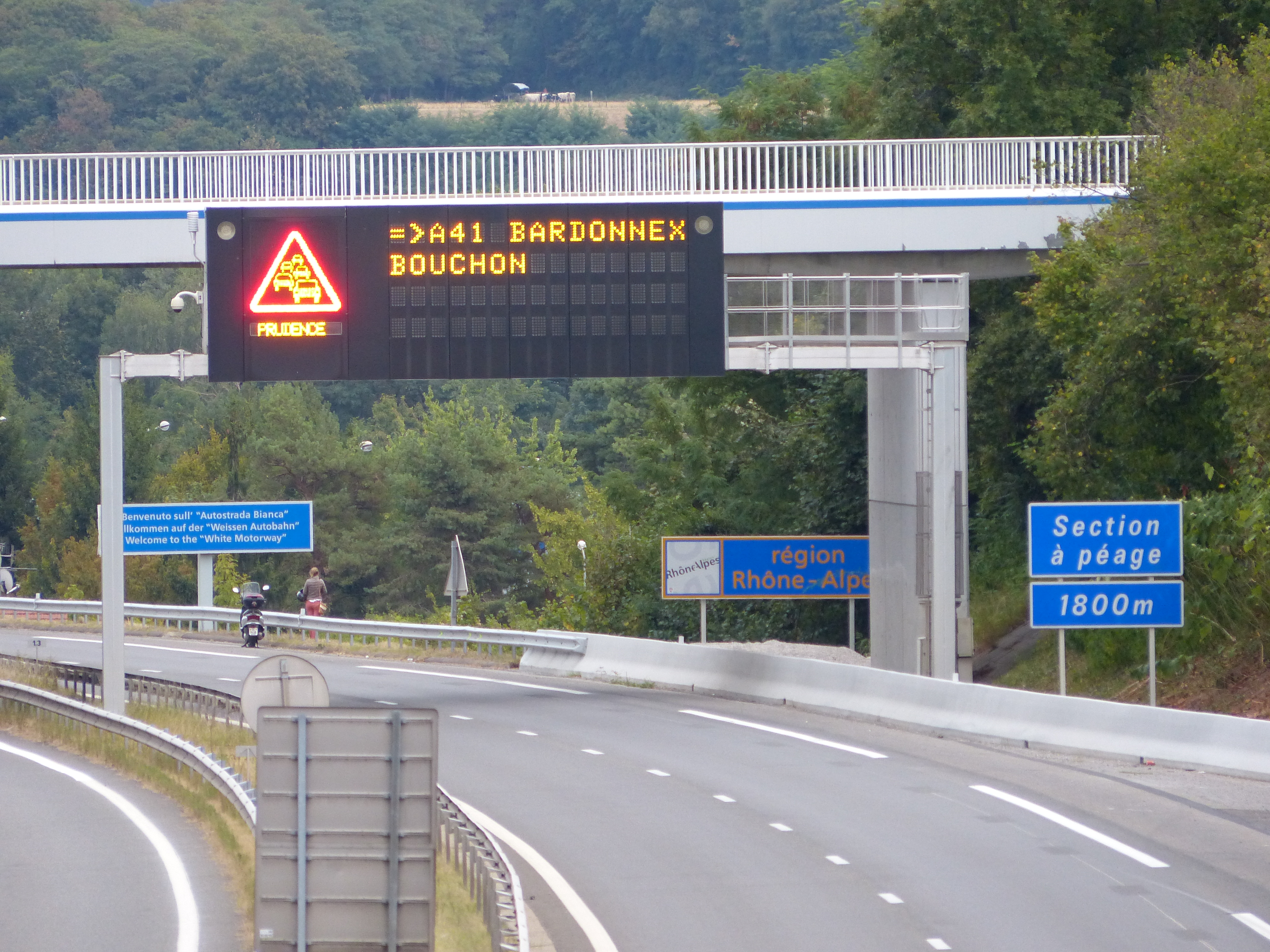
Panneau à message variable à leds.

Un guide du panneau à messages variables paraît en 1994. Ces nouveaux équipements peuvent être utilisés à des fins variées : alerter (danger immédiat), prescrire, conseiller, guider, inciter et, enfin, informer. Les technologies s'améliorent rapidement.
Par ailleurs, la construction de nombreuses infrastructures de transports en commun, de type tramways, conduit à élaborer une réglementation en la matière. L’arrêté du 16 novembre 1998 précise les équipements de signalisation pour les routes croisant ce type d’infrastructures.

### XXIesiècle

#### Années 2000: Cyclistes et piétons à l’honneur
Un changement notable, déjà amorcé dans les années 1990, se confirme dans les années 2000 : une meilleure prise en compte des cyclistes et des piétons, particulièrement en agglomération. En 2000, d’abord, puis en 2002, avec la création d’une nouvelle famille de panneaux destinée aux cyclistes (Dv).
Le nombre de panneaux continue à augmenter. En 2008, de nombreux nouveaux panneaux apparaissent. Il s’agit de panneaux qui sont déjà utilisés, à titre expérimental. La signalisation d’intérêt local (hôtels, restaurants, etc), utilisée depuis les années 1980 est ainsi réglementée.
Enfin, en octobre 2008, la zone de rencontre où le piéton est prioritaire sur la voiture est réglementée.

#### Années 2010: Partage des véhicules
Un arrêté, publié au Journal officiel, le jeudi 17 janvier 2013, instaure une signalisation particulière pour les emplacements de stationnement réservés aux véhicules affectés à l’autopartage (service public ou privé de mise à disposition de voitures pour une courte durée, principalement en milieu urbain) : panonceau comportant un logo représentant deux mains échangeant un porte-clef en forme de voiture.

## Typologie selon la nature
La signalisation verticale regroupe les signalisations par panneaux, par balisage et par bornage. La signalisation horizontale concerne tous les équipements appliqués au sol : il s'agit, principalement, de marquage, mais il peut y avoir d'autres dispositifs, comme les plots. La signalisation par feux regroupe l'ensemble des équipements lumineux destinés à réguler la circulation.

### Signalisation par panneaux
Placés sur le côté des routes, les panneaux de signalisation routière peuvent avoir plusieurs fonctions.
Les panneaux de danger informent les usagers d’éventuels dangers qu’ils peuvent rencontrer et contribuent ainsi à rendre plus sûre la circulation routière.
Les panneaux directionnels facilitent cette circulation en indiquant, par exemple, les directions à suivre.
Les panneaux de prescription ou d'obligation indiquent ou rappellent diverses prescriptions particulières de police en vigueur localement.
Les panneaux d'indication, enfin, donnent des informations relatives à l'usage de la route.

### Signalisation par balisage

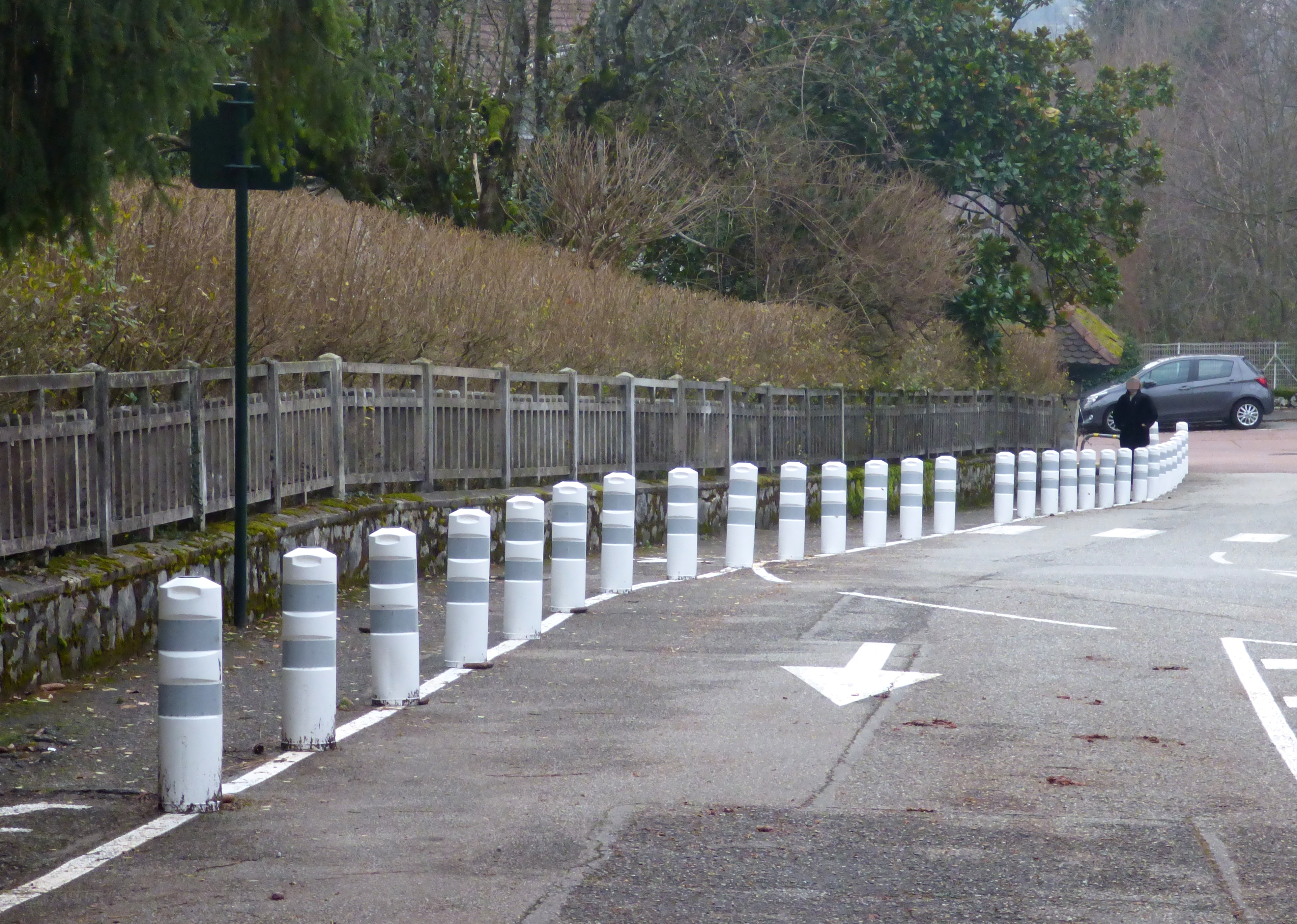
Balises de type J11.

Les balises sont des dispositifs implantés pour guider les usagers ou leur signaler un risque particulier, ponctuel ou linéaire, sur un itinéraire traité de façon homogène. Elles sont codifiées J.

### Signalisation par bornage
Les bornes routières sont destinées à indiquer les distances sur les routes. Elles sont à ce titre des équipements de signalisation.

### Signalisation horizontale
La signalisation routière horizontale regroupe tous les différents marquages au sol. Elle a pour rôle de guider l'usager, en donnant quatre types d'informations : la répartition des espaces de déplacement, les règles de conduite, le jalonnement et le stationnement.

### Signalisation par feux
Les feux de circulation routière constituent un dispositif permettant la régulation du trafic routier entre les usagers de la route, les véhicules et les piétons.
Les feux destinés aux véhicules à moteurs sont généralement de type tricolores, auxquels peuvent s'ajouter des flèches directionnelles. Ceux destinés aux piétons sont bicolores et se distinguent souvent par la reproduction d'une silhouette de piétons. Les feux tricolores pour cyclistes se distinguent par la reproduction d'une bicyclette.